# بيت يونس
بيت يونس هي قرية لبنانية من قرى قضاء عكار في محافظة الشمال. تقع في تجمع للقرى يسمى جرد عكار.